# 指扇村
指扇村（さしおうぎむら）は、かつて埼玉県北足立郡に存在していた村である。現在のさいたま市西区の一部にあたる。
もと差扇や指扇子とも書き、武蔵国足立郡に属した。

## 地理
関東平野の中にあり、村域内に山はなかった。地元で○○山などと呼ばれる場所はあるが、丘程度のものか、森である。大部分は大宮台地の上で、西部が荒川沿いの入り組んだ開析谷を有する低地だったが、村自体は荒川に接していなかった。東の境には鴨川が流れた。農村地帯で、水田が多くを占めた。

## 歴史
- 1889年（明治22年）4月1日 - 町村制施行に伴い、北足立郡内野本郷村、指扇村、指扇領辻村、指扇領別所村、清河寺村、高木村、中釘村、西新井村・宝来村・峰岸村の区域をもって指扇村が成立。大字高木に村役場を設置[1]。
  - 村名は小村の中で最も大きかった指扇村の名前が踏襲された。これら小村のうち、指扇村の中には赤羽根、台、増永、大西、下郷、大木戸、五味貝戸の七つの組があった。
- 1955年（昭和30年）1月1日 - 大宮市へ編入[2]。同日指扇村廃止。同村の大字は存続され、大宮市へ継承された。

1889年時点での村名は現在まで町名（大字など）として受け継がれているが、原や阿弥陀寺などそれ以前に消滅したものは残っていない（木ノ下や阿弥陀寺、北野貝戸（北貝戸）は町内会名に残る）。新屋敷、五味貝戸、赤羽根、琵琶島といった小字（小地名）がある。
地名の由来は地形に由来するもので、傾斜地を意味する「サシ」と崖や湿地を意味する「オギ」から付けられたと云われている。また、江戸を「指」す「扇」の形をした地形であることが村名の由来という説がある。

## 交通

### 鉄道
指扇村は大宮町（後に大宮市）と川越町（後に川越市）の中間にあり、1902年（明治35年）に両町を結ぶ川越馬車鉄道が敷かれた。路面電車になって1906年（明治39年）から川越電気鉄道、1922年に経営が変わって西武大宮線になった。指扇村には五味貝戸駅が置かれた。
1940年（昭和15年）に大宮・川越間の別路線として川越線が敷かれると、大宮線は廃止になった。川越線の駅として村には指扇駅が置かれた。

### 道路
大宮と川越を結ぶ道路が村の南部を東西に通っていた。今の埼玉県道2号さいたま春日部線であり、以前の国道16号である。川越電気鉄道（西武大宮線）はこの道路に敷かれた。